# Đorđe Kamber
Đorđe Kamber (Kirin Serbia: Ђорђе Камбер; sinh 20 tháng 11 năm 1983 ở Sanski Most) là một cầu thủ bóng đá Bosnia-Serbia hiện tại thi đấu cho Budapest Honvéd.
Trước đây anh từng thi đấu với các câu lạc bộ hạng dưới Serbia FK Zastava Kragujevac, FK Remont Čačak, FK Mačva Šabac và FK Srem, First League of Serbia và Montenegro câu lạc bộ OFK Beograd, Giải bóng đá ngoại hạng Bosnia và Herzegovina câu lạc bộ FK Željezničar và câu lạc bộ ở Hungarian National Championship I Diósgyőri VTK và Győri ETO.